# Laja
Laja (rusky Лая) je řeka v Něneckém autonomním okruhu v Archangelské oblasti a v Republice Komi v Rusku. Je dlouhá 332 km. Plocha povodí měří 9530 km².

## Průběh toku
Odtéká z jezera Lajato a protéká Bolšezemelskou tundrou. Ústí zprava do Pečory.

### Přítoky
Největším přítokem je zprava Jurjacha.

## Vodní režim
Zdrojem vody jsou především sněhové srážky. Zamrzá v říjnu a rozmrzá ve druhé polovině května.